# 島中幹線用水路

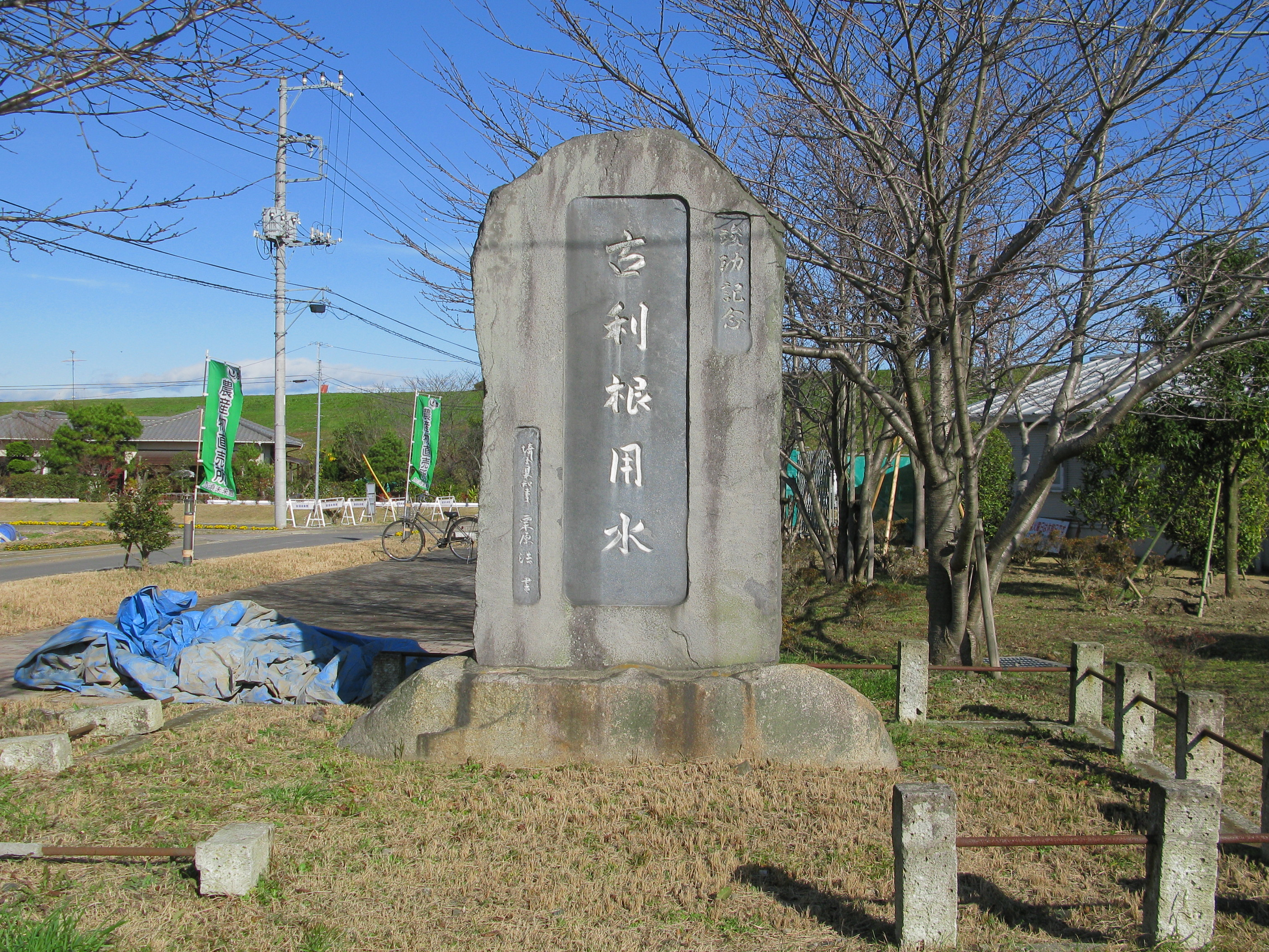
古利根用水の竣工記念碑

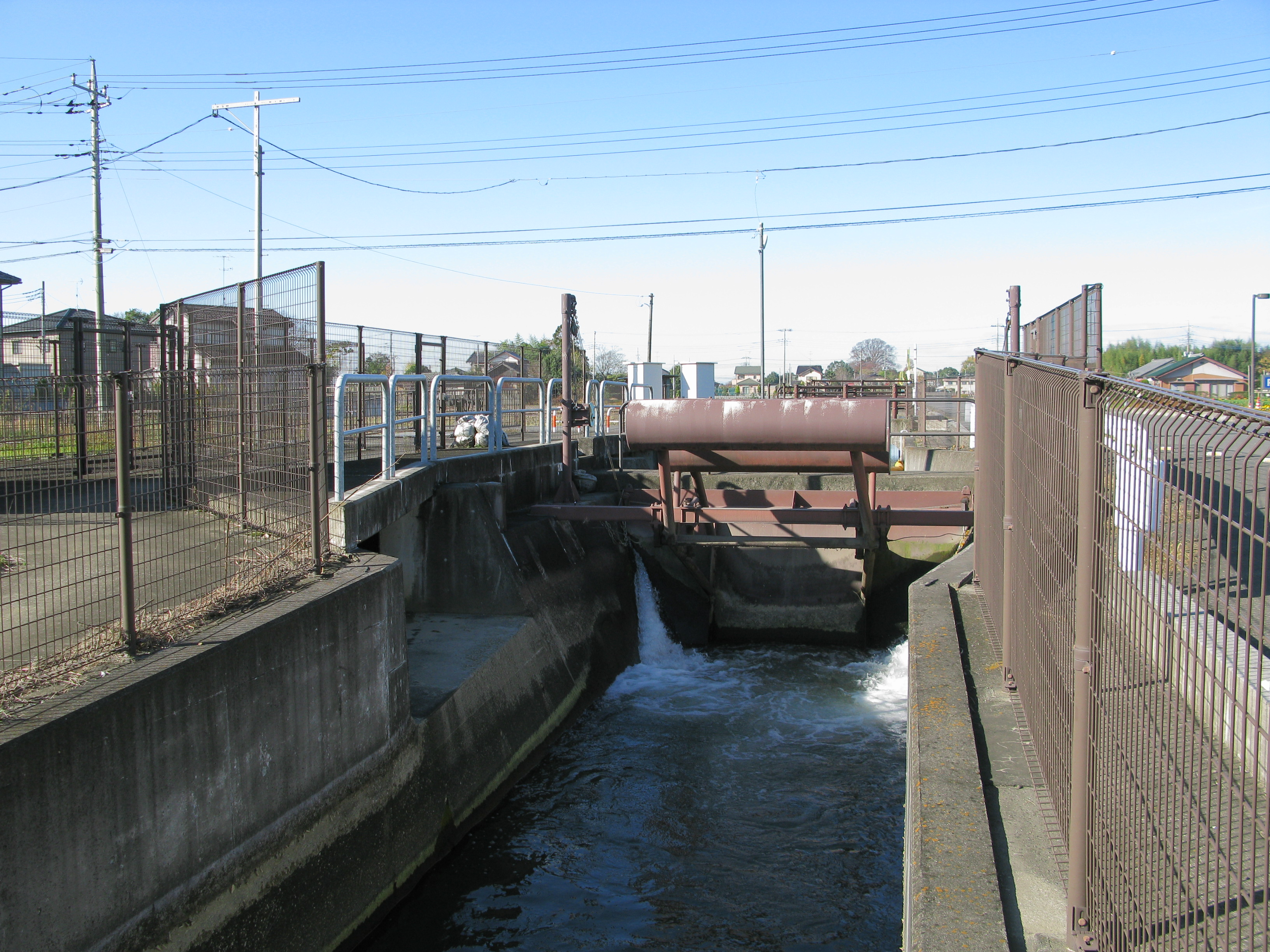
起点、古利根水位調節堰

島中幹線用水路（しまなかかんせんようすいろ）は、埼玉県加須市と久喜市を流れる農業用水路である。

## 概要
流域周辺は加須市内においては工業団地の中を流下する区域があるが、それ以外の流域では主として水田などの農地の中を流下する。また、流末は樋堀用水路と行幸用水路とに分水し、終点となる。流路の詳細に関しては下記の流路節を参照されたい。
島中幹線用水路は島中領用水路（しまなかりょうようすいろ）とも称される。島中領とは現在のおおよそ久喜市栗橋区域に該当する地域の旧領名である。
起点付近に所在する加須未来館の南側に古利根用水の記念碑が建立されており、終点付近には治水関連の記念碑が設けられている。
分水
- 川辺領用水路
- 高柳用水路
- 樋堀用水路
- 行幸用水路

## 流路
- 水源：埼玉用水路
- 起点：埼玉用水路より島中幹線用水路と豊野用水路への分水地点（加須市外野）
- 加須市外野にて埼玉用水路が終点となり、島中幹線用水路と豊野用水路とに分水する。
- 外野の北部を利根川の南方に並行し東へ流下し、外野の北東部にて南へと流路を変え流下する。
- 外野（西側）と佐波（東側）の境界にて川辺領用水路を分水する。島中幹線用水路はそのまま南へと流下する。
- 古川1丁目・上樋遣川・古川1丁目（飛地）・上樋遣川（西側）と新利根1丁目（東側）の境界の古川1丁目側を南へ流下する。この周辺の流域は工業団地（上樋遣川は水田などの農地）となっている。
- 古川2丁目（西側）と新利根2丁目（東側）の境界の新利根2丁目側を市道（ゆりの木通り）に並行し南へと流下する。埼玉県道84号羽生栗橋線付近より次第に流路が湾曲し、それまでの南方面より東南東方面へと流路を変える。古川2丁目・新利根2丁目もともに工業団地である。
- 流域両岸が新利根2丁目となり、東南東へ流下する。
- 流域が北平野（北側）と杓子木（南側）となり、この境界を東南東へと流下する。この流域周辺は水田などの農地となっている。（埼玉県道346号砂原北大桑線周辺は両岸とも杓子木）
- 生出・阿佐間の北部を東南東へ流下する。
- 北下新井より南側の琴寄（北下新井により琴寄は南北に分断）の北西部（大利根運動公園の南西方）にて高柳用水路を南方へ分水する。島中幹線用水路はそのまま東南東へ流下する。
- 童謡のふるさとおおとね図書館ノイエの東方にて北方より流下してくる十王排水路を伏せ越し、北下新井に至る。
- 北下新井の東部を東南東へ流下する。
- 加須市北下荒井（西側）と久喜市松永（東側）の境界にて北方より流下してくる稲荷木落排水路を伏せ越し、久喜市松永に至る。
- 松永の北部を東南東へ流下する。この区間では埼玉県立栗橋北彩高等学校の南東付近まで暗渠となる。
- 伊坂の南部より開渠となり東南東へと流下し、再び松永の北部を東南東へ流下する。
- 伊坂（北側）と間鎌（南側）の境界を東南東へ流下する。
- 流域が間鎌となり、間鎌の北部を東南へ流下する。
- 久喜市栗橋総合支所の北端付近にて島中幹線用水路は樋堀用水路と行幸用水路とに分水し終点となる。
- 終点：樋堀用水路・行幸用水路

## 橋梁
- 道かん橋
- （埼玉県道60号羽生外野栗橋線）
- （埼玉県道46号加須北川辺線）

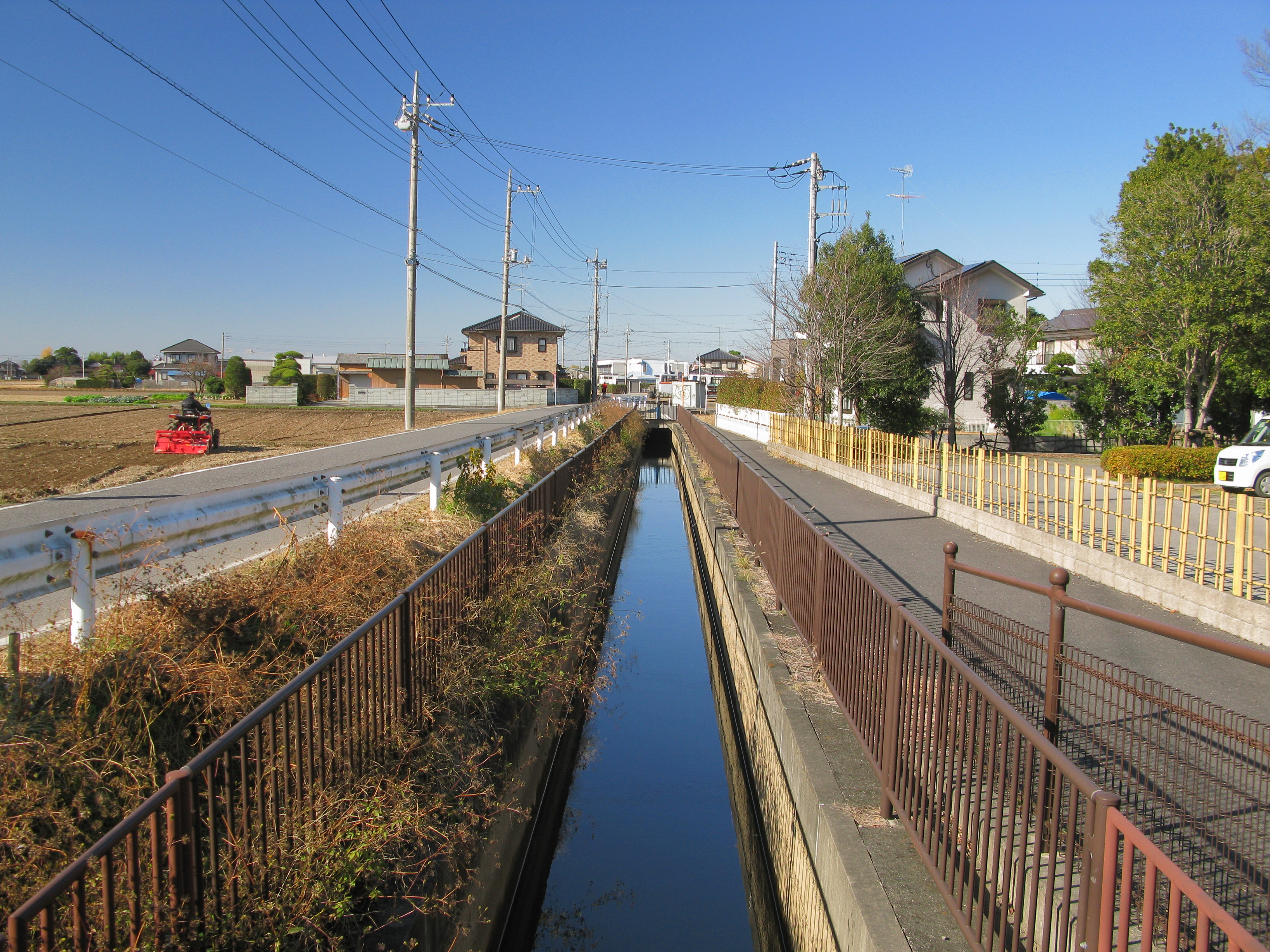
加須市琴寄地区（2011年12月）

- （「新利根2交差点」、埼玉県道84号羽生栗橋線）
- （埼玉県道346号砂原北大桑線）
- 生出橋
- （東北本線）
- 古利根橋（国道125号）

## 周辺の施設
- 加須未来館
- 大利根西部公園
- 北部浄水場
- 加須北部公園
- 加須市立大利根中学校
- ほくさい農業協同組合大利根中央支店
- 大利根運動公園
- 童謡のふるさとおおとね図書館ノイエ
- オハナ池
- 才谷ヶ池
- 埼玉県立栗橋北彩高等学校
- B＆G海洋センター
- 栗橋文化会館イリス
- 久喜市栗橋総合支所